# Tropiocolotes hormozganensis
Tropiocolotes hormozganensis — вид геконоподібних ящірок родини геконових (Gekkonidae). Ендемік Ірану. Описаний у 2018 році.

## Поширення й екологія
Tropiocolotes hormozganensis відомі з типової місцевості, що лежить за 10 км на захід від міста Бендер-Хемір в остані Хормозґан на півдні країни.